# Rhithrogena manifesta
Rhithrogena manifesta är en dagsländeart som beskrevs av Eaton 1885. Rhithrogena manifesta ingår i släktet Rhithrogena och familjen forsdagsländor. Inga underarter finns listade i Catalogue of Life.